# 羅脫–高平協定
《罗脱–高平协定》（英語：Root–Takahira Agreement），又称《关于太平洋方面日美交换公文》，是1908年11月30日，由日本驻美国大使高平小五郎与美国国务卿伊莱休·鲁特签订。协定维护门户开放政策，美国默认日本在满洲的势力，日本承认美国占领夏威夷和菲律宾。

## 外部連結
- The Imperial Japanese Mission to the United States, 1917 （页面存档备份，存于）（英文）